# Gerhard Schulz (Literaturwissenschaftler)
Gerhard Ernst Otto Schulz (* 3. August 1928 in Löbau; † 23. Juni 2022 in Melbourne) war ein deutsch-australischer Literaturwissenschaftler. Bekannt wurde der emeritierte Professor der Germanistik als Autor von zwei Standardwerken zur deutschsprachigen Literatur von 1789 bis 1830.
Schulz promovierte an der Universität Leipzig und verließ 1959 Europa. Nach Aufenthalten an den Universitäten Melbourne und Adelaide wurde er 1965 auf den neu gegründeten Lehrstuhl für Germanistik an der Universität von Western Australia in Perth berufen. 1969 erhielt Schulz den Lehrstuhl für Germanic Studies an der Universität Melbourne. Seit 1993 war er Professor emeritus dieser Bildungseinrichtung.
Er rezensierte regelmäßig literarische Neuerscheinungen für die Frankfurter Allgemeine Zeitung und gehörte zu den Unterzeichnern des Frankfurter Appells gegen die Rechtschreibreform.

## Preise
- 1974: Goethe-Medaille in Gold
- 1985: Bundesverdienstkreuz 1. Klasse
- 1988: Eichendorff-Medaille
- 1996: Forschungspreis der Alexander von Humboldt-Stiftung
- 2004: Verleihung der Ehrendoktorwürde durch die Carl von Ossietzky Universität Oldenburg
- 2009: Verleihung der Ehrendoktorwürde durch die Universität Leipzig

## Mitgliedschaften
- 1973: Fellow, Australian Academy of the Humanities (Präsident 1989–1992)
- 1977: Korrespondierendes Mitglied der Deutschen Akademie für Sprache und Dichtung

## Werke (Auswahl)
- Arno Holz: Dilemma eines bürgerlichen Dichterlebens. C. H. Beck, München 1974, ISBN 3-406-05377-7.
- Die deutsche Literatur zwischen Französischer Revolution und Restauration. Teil 1. Das Zeitalter der Französischen Revolution: 1789–1806. C. H. Beck, München 1983 (2. Aufl. 2000), ISBN 3-406-00727-9.
- Die deutsche Literatur zwischen Französischer Revolution und Restauration. Teil 2. Das Zeitalter der Napoleonischen Kriege und der Restauration: 1806–1830. C. H. Beck, München 1989 (2. Aufl. 2000), ISBN 3-406-09399-X.
- Romantik: Geschichte und Begriff. C. H. Beck, München 1996 (3. Aufl. 2008), ISBN 3-406-41053-7.
- Exotik der Gefühle. Goethe und seine Deutschen. C. H. Beck, München 1998, ISBN 3-406-44206-4.
- Kleist. Eine Biographie. C. H. Beck, München 2007 (2. Aufl. 2011), ISBN 978-3-406-56487-1.
- Novalis. Leben und Werk Friedrich von Hardenbergs. C. H. Beck, München 2011 (2. Aufl. 2022), ISBN 978-3-406-62781-1.